# هاینریش هاکس
هاینریش هاکس (به آلمانی: Heinrich Hax) (۲۴ ژانویه ۱۹۰۰ – ۱ سپتامبر ۱۹۶۹) نظامی بلندپایه و ورزشکار تیراندازی اهل آلمان بود.